# 腓力一世 (拿騷-威斯巴登-伊德施泰因)
腓力一世（德語：Philipp I. von Nassau-Idstein，1490年—1558年6月16日），拿騷-威斯巴登-伊德施泰因伯爵，阿道夫三世之子，1511年至1558年在位。

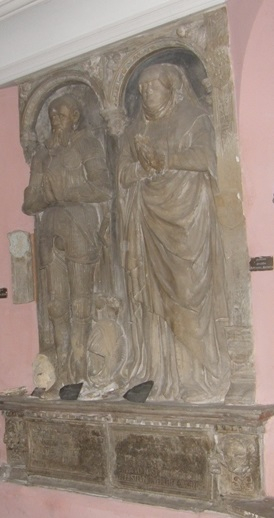
腓力一世

## 家庭
1514年，腓力一世與格里姆斯的揚三世之女阿德里安娜結婚，兩人共有3子1女：
1. 卡塔里娜（1515年—1540年）
2. 腓力二世（1516年—1566年）
3. 阿道夫（1518年—1556年）
4. 巴爾塔沙（1520年—1568年）